# Булык (Бурятия)
Булы́к (бур. Булаг — «ключ», «родник») — село в Джидинском районе Бурятии. Административный центр сельского поселения «Булыкское».

## География
Село расположено по южной стороне региональной автодороги Р440 в 6 км юго-западнее районного центра — села Петропавловка, на левом берегу реки Джиды.
Соседние населенные пункты — Петропавловка, Баян, Гэгэтуй, Нижний Бургалтай.

## История
Село было основано семьёй Дунаевых в 1907 году.

## Население
| 2002 | 2010 |
| ---- | ---- |
| 674  | ↘620 |

## Экономика
Население преимущественно занимается сельским хозяйством, имеет личные подсобные хозяйства.

## Социальная инфраструктура
- Средняя школа
- Детский сад
- Дом культуры
- Библиотека
- Фельдшерско-акушерский пункт
- Магазины

## Связь
«Мегафон», «МТС», «Теле2»,"Ростелеком"

## Достопримечательности
- Писаница Черемушки (II—I тыс. до н. э.). Находится в 3,5 км южнее села в местности Черемушки.
- Могильник Черемушки I («Баян») (II—I тыс. до н. э.- X—XV века н. э.). Находится в 5,5 км южнее села.
- Могильник Черемушки-II (средневековье). Находится в 4 км южнее села, севернее могильника «Черемушки-I».
- Памятник первой сельской учительнице Марии Макарьиной.
- Фольклорный ансамбль «Черемушки»